# Clen
Clen est une entreprise d'aménagement et de fabrication de matériel de bureau située à Saint-Benoît-la-Forêt, en bordure de la forêt de Chinon dans le département d'Indre-et-Loire.

## Histoire
L'entreprise a été créée en 1968 par Claude Catelas au cœur de la forêt de Chinon. En 1990, Clen reprend la fabrique de meubles D.F Simat de Saint-Pierre-des-Corps, notoirement et historiquement connue au nom de Doubinsky Frères et par des créations dues à Raymond Loewy. Cette unité fermera cependant en 1998 et deviendra une pépinière pour une centaine d'artistes et artisans d'art gérée par Annie Catelas et toujours propriété de Clen.
En 2011 Clen reçoit le label NF Office Excellence et prend une participation importante dans son fournisseur d'armoires métalliques à Levroux, dans l'Indre.

## Activité
Clen intervient dans la conception, la fabrication et la commercialisation de bureaux, systèmes de classement, mobilier pour salles de réunion, rangement, cloisons et écrans, panneaux acoustiques, luminaires...
Le groupe Clen emploie 259 salariés dans trois usines de production en France et deux centres de logistique et génère un chiffre d'affaires consolidé de 50 millions d'euros en 2020.
C'est la troisième entreprise du secteur derrière Steel Case France (323 millions d'euros) et Haworth France (66 millions d'euros) et la seule à présenter un caractère familial.